# Limi Feu
Limi Feu (née en 1974 en tant que Limi Yamamoto) est une styliste japonaise. Elle monta son label en 2000 et montrait ses vêtements à la Tokyo Fashion Week entre 2000 et 2007. Elle fit son début à la Paris Fashion Week en octobre 2007 et il fut accueilli par des éloges des critiques de mode[réf. nécessaire].
Limi Feu fit son éducation à l’École d'humanité, un pensionnat suisse international dans les Alpes bernoises.
Limi Feu est la fille du styliste Yohji Yamamoto. Elle prit un nouveau nom après être tombée sur le mot « feu » dans un dictionnaire français.
Des journalistes de mode ont souligné les similarités entre l’esthétique de Limi Feu et celui de son père : ils utilisent tous les deux des couleurs sombres, des gros volumes, plusieurs couches et l’asymétrie dans leurs designs. En revanche, ils ont également noté que les designs de Limi Feu sont débrouillards[Quoi ?] et possèdent une attitude rock, alors que ceux de son père étaient typiquement romantiques. Pour célébrer le 10e anniversaire de la marque, Limi Yamamoto organisa une exposition spéciale à Tokyo qui présenta sept looks jamais vus auparavant : ces designs rendaient hommage à Christian Dior.